# 나 나 나: 여배우 민낯 프로젝트
"나 나 나: 여배우 민낯 프로젝트"(Myselves : The Actress No Makeup Project)는 한국에서 제작된 서영주 감독의 2011년 다큐멘터리 영화이다. 김꽃비 등이 주연으로 출연하였다.

## 출연

### 주연
- 김꽃비
- 서영주
- 양은용

## 기타
- 촬영 수퍼바이저: 장건재